# Łagadin
Łagadin (maced. Лагадин) – letniskowa wieś w południowo-zachodniej Macedonii Północnej, w gminie Ochryda.
Osada liczy 24 stałych mieszkańców (2002).